# Wade Lewis
Wade Arthur Lewis (Tuscaloosa, 6 novembre 1969) è un pugile statunitense.
Soprannominato "Rock", ha un record attuale di 14-20-1.